# Bay Yanlış
Bay Yanlış (en español: El hombre equivocado) es una serie de televisión turca producida por Gold Film para su emisión en FOX Turquía. La comedia romántica, protagonizada por Özge Gürel y Can Yaman, se estrenó el 26 de junio de 2020.

## Trama
Özgür Atasoy (Can Yaman) es un joven adinerado que posee un restaurante y vive una vida algo alocada, ya que ha perdido la fe en el amor y en las mujeres. Por su parte, Ezgi İnal (Özge Gürel) es una hermosa chica romántica que, tras haber sido traicionada por su último novio Soner (Taygun Sungar), se harta de que sus relaciones no salgan bien y está decidida a conseguirlo y casarse. Así, al ver que no tiene éxito en sus conquistas, esta recurre a Özgür para que la oriente y le dé técnicas con el fin de conseguir al hombre que le gusta y que luego no la deje. A cambio, ella se compromete a acompañarle a la boda de su hermana fingiendo ser su novia, para ayudar a Özgür a deshacerse de las molestas peticiones de su madre, a quien le encantaría verlo casado y con hijos. Entre ellos acabará surgiendo una historia de amor.

## Personajes
- Özge Gürel como Ezgi İnal
- Can Yaman como Özgür Atasoy
- Gürgen Öz como Levent Yazman
- Fatma Toptaş como Cansu Akman
- Suat Sungur como Ünal Yılmaz
- Lale Başar como Sevim Atasoy
- Cemre Gümeli como Deniz Koparan
- Serkay Tütüncü como Ozan Dinçer
- Sarp Can Köroğlu como Serdar Öztürk
- Taygun Sungar como Soner Seçkin
- Feri Baycu Güler como Nevin Yılmaz
- Ece İrtem como Gizem Sezer
- Anıl Çelik como Emre Eren
- Kimya Gökçe Aytaç como İrem Doğan

## Temporadas
| Temporada | Temporada | Episodios | Rango de episodios | Emisión original    | Emisión original     |
| Temporada | Temporada | Episodios | Rango de episodios | Inicio              | Final                |
| --------- | --------- | --------- | ------------------ | ------------------- | -------------------- |
|           | 1         | 14        | 1 - 14             | 26 de julio de 2020 | 2 de octubre de 2020 |